# Ашшур-реш-иши I
Ашшур-реш-иши I — царь Ассирии приблизительно в 1133—1115 годах до н. э. Сын Мутаккиль-Нуску.
В период правления Ашшур-реш-иши I в Вавилонии произошла смена династии. К власти пришёл сильный и энергичный правитель Навуходоносор I (около 1125—1103 годов до н. э.). Ему удалось сломить давнего вавилонского противника — Элам: он нанёс эламитам такой удар, что на протяжении последующих трёхсот лет эта страна перестала даже упоминаться в месопотамских источниках.
Тем не менее, Ашшур-реш-иши I, несмотря на значительное усиление Вавилонии при Навуходоносоре I, не только отразил нашествие вавилонян, но и нанёс им ощутимое поражение. Египет при Рамессидах был слаб, Хеттское царство уже не имело прежней силы и основными претендентами на доминирование в Передней Азии стали ассирийцы и вавилоняне. В конце XII века до н. э. они боролись друг с другом с переменным успехом.